# Josef und alle seine Brüder
Josef und alle seine Brüder ist ein im Auftrag des Deutschen Fernsehfunks hergestellter Spielfilm der DEFA von Erwin Stranka aus dem Jahr 1962.

## Handlung
Josef hat es schwer in seinem Leben. Bereits seine Taufe läuft schief, weil er mit seinem Hintern statt mit seinem Kopf mit dem geweihten Wasser in Berührung kommt. Dann erbt er von seinem verstorbenen Vater ein Aufklärungsbuch, bei dem allerdings die letzten 30 wichtigsten Seiten fehlen. Das Ergebnis sind die von ihm gezeugten Drillinge, die 1947 zur Welt kommen und für die er auch Alimente bezahlen muss. Die Zeit vergeht, zum Arbeiten hat er keine Lust, jedoch Geld braucht er. So eröffnet er am Stammtisch in der von ihm besuchten Kneipe, den dort anwesenden Freunden, von denen jeder in der Vergangenheit bereits zu mindestens sechs Jahren Haft verurteilt wurde, dass er einen sicheren Plan hat, zu viel Geld zu kommen. Das wichtigste daran ist, einen Tresor nicht vor Ort zu knacken, sondern mit einem Auto zu einer sicheren Stelle zu transportieren und ihn erst dort in der Ruhe zu öffnen. Josef überzeugt die anderen von seinem Plan und steht am Tattag Schmiere. Doch er lässt sich dabei das Transportauto stehlen und ruft die Deutsche Volkspolizei, die den Dieb verfolgen soll. In dem Moment kommen seine Kumpels mit dem gestohlenen Tresor aus dem Haus. Das Ergebnis sind neun Monate Haft für ihn und für die Anderen etwas mehr, die ihm dafür das Leben im Gefängnis nicht leicht machten.
Wieder in Freiheit hat er sofort eine neue Idee, um an Geld zu kommen. In der durch den Viermächte-Status geteilten Stadt Berlin, meldet sich Josef in West-Berlin bei der englischen Militärverwaltung und bittet um Unterstützung für Ost-Berliner Zuchthäusler. Hier wird er um aktive Mitarbeit gebeten und bekommt den Auftrag sowjetische Militärobjekte zu fotografieren. Dabei wird er festgenommen aber bereits nach 14 Tagen wieder freigelassen, da der Film nicht belichtet ist. Die britischen Auftraggeber sind auch enttäuscht und entlassen Josef, ohne die von ihm geforderten Auslagen zu übernehmen.
In seiner Stammkneipe trifft er Lucie, die von einer Schulfreundin erzählt, die im Volkspolizei-Präsidium in der Telefonzentrale arbeitet. Das bringt ihn dazu, sich bei der amerikanischen Militärverwaltung zu melden und von seinen außerordentlich guten Beziehungen zu Ost-Berliner Mitarbeiterinnen in sensiblen Telefonzentralen zu berichten. Hier erhält er auch seinen ersten finanziellen Vorschuss auf die zu erwartenden Informationen. Bei einem Treffen mit der Telefonistin, bei der er diese anwerben will, verschwindet sie ohne Worte, zeigt ihn aber dafür bei den Behörden der DDR an. Für die versuchte Spionage erhält er 30 Monate Haft. Nach seiner Entlassung meldet er sich umgehend wieder bei den Amerikanern, die aber seinen Vorgang nicht mehr in ihren Unterlagen finden, da er doch ein zu kleines Licht war.
Mit seinem letzten Geld geht Josef in eine West-Berliner Kneipe und trifft dort seine alte Freundin Lucie wieder, die jetzt in einem Bordell arbeitet. Hier findet er auch für die erste Nacht ein Bett. Lucie erzählt ihm, dass sie auch Ost-Kunden hat, die sie von sogenannten Schleppern vermittelt bekommt. Da bekommt Josef eine neue Idee und Lucies Bruder vermittelt ihn an die französische Militärverwaltung. In den ehemaligen Räumen des Bordells entsteht ein Gesamt-Berliner Hilfsbüro unter seiner Leitung, um für den französischen Geheimdienst Informationen zu sammeln. Auch einen eigenen Kraftfahrer bekommt er, Clemens genannt, der auch für die Sicherheit Josefs zuständig ist und in den sich Lucie sofort verliebt. Nun sucht er Mitarbeiter, die ihm die Ost-Berliner Informanten zuführen sollen. Doch diese wollen für jeden zugeführten Ostler mehr Geld, als Josef bezahlen will und auch nächtelange Partys bringen keine Erfolge. Jetzt werden die Franzosen langsam unruhig, da durch Josefs Firma keine Ergebnisse erbracht werden. Hinzu kommt, dass er Lucie mit Clemens gemeinsam auf einer Liege vorfindet. Nachdem Clemens von Josef aus der Wohnung geschmissen wird, zieht es diesen nach Ost-Berlin, wo seine Freundin wohnt, zu der er aber eigentlich als Mitarbeiter des französischen Geheimdienstes nicht fahren darf. Als er ihre Wohnung verlässt wird er von den DDR-Behörden verhaftet.
So kommt es, dass auch Josefs Zusammenarbeit mit den Franzosen keine Früchte trägt. Deshalb will er seine Erfahrungen mit den Geheimdiensten einer Zeitung in Form seiner Memoiren anbieten. Doch der Redakteur zeigt kein Interesse, spielt aber den Tonband-Mitschnitt des Gesprächs den Franzosen zu, die ihn nun endgültig loswerden wollen. Mit einem Trick wird Josef davon überzeugt, mit der U-Bahn durch den Ostsektor in den südlichen Teil West-Berlins zu fahren. Bereits an der ersten Station in Ost-Berlin wird Josef von Beamten in Zivil aus dem Zug geholt und wieder ins Zuchthaus gesteckt. Erst nach dem Mauerbau wird er wieder freigelassen und in den Westen abgeschoben. Hier erfährt Josef, dass er die letzten Jahre im Ostgefängnis, für die West-Berliner ein Märtyrer war und die Kinder Kerzen für ihn ins Fenster gestellt haben. Das gibt ihm neue Kraft.

## Produktion
Josef und alle seine Brüder wurde von der Künstlerischen Arbeitsgruppe Albrecht-Produktion als Schwarzweißfilm unter dem Arbeitstitel Josef und die Ostpenner gedreht und hatte seine Erstausstrahlung am 17. Juni 1962 im Deutschen Fernsehfunk. Die Dramaturgie des Films lag in den Händen von Hans Kohlus. Im Vorspann wird der Titel ausschließlich mit kleinen Buchstaben geschrieben: josef und alle seine brüder, was aber Probleme mit dem Lemma nach sich zieht. Deshalb hier durchgehend die korrekte Schreibweise.

## Kritik
In der Berliner Zeitung stand zu lesen:

„Eine Persiflage auf vergangene goldene Zeiten für Ost-West-Geschäftemacher, deren Handelsobjekt Menschen waren. Namen wie Karl-Georg Egel und Wolfgang Kohlhaas als Autoren versprachen einen nicht alltäglichen Film. Doch äußere Zutaten konnten die fehlende Substanz nicht ersetzen, genausowenig wie die gute Besetzung. Die Zuschauer blieben unbefriedigt.“

In der Kritik der Neuen Zeit schrieb Mimosa Künzel:

„Trotz der streckenweise recht pointierten Dialoge und Milieuschilderungen, der schauspielerischen Leistungen von Marianne Wünscher als empfindsamer Straßen-Lucie und Ekkehard Schall als Josef, von Siegfried Kilian, der urkomischen Agnes Kraus und trotz origineller Kameraeinstellungen war das Stück leider nicht hundertprozentig gelungen. Auch bestand die Gefahr der Untertreibung und Verharmlosung der politischen Situation.“